# Gross Rosebel
Gross Rosebel is een regio in Brokopondo in Suriname.
In het gebied bevindt zich de Rosebel-goudmijn, waarvan de concessierechten liggen bij de Surinaamse overheid, Rosebel Gold Mines, Iamgold en Grassalco.
Hier bevindt zich ook de Gross Rosebel Airstrip dat vliegverbindingen heeft met Zorg en Hoop Airport in Paramaribo.